# 拝啓…殺し屋さんと結婚しました
『拝啓…殺し屋さんと結婚しました』（はいけい ころしやさんとけっこんしました）は、高坂曇天による日本の漫画。『コミックキューン』（KADOKAWA）にて、2019年11月号から連載中。

## あらすじ
プロの殺し屋せつなと結婚したばかりのサラリーマンを主人公とした物語。結婚するまで短期間しか付き合っていなかったため、せつなの経歴を知り驚くものの、彼女の職業を受け入れている。夫婦生活と殺し屋としての仕事を両立させていく夫婦を描いている。

## 登場人物
旦那
声 - 広瀬裕也（ボイスコミック）
せつなと結婚したばかりのサラリーマン。共通の友人の紹介で知り合い、付き合うまでに数回しか会ったことがなかったため、彼女が殺し屋だと知らなかった。未だに夫婦生活に慣れていない。
せつな
声 - 高野麻里佳（ボイスコミック）
結婚したばかりのプロの殺し屋。共通の友人の誘いで飲み会に参加して夫と知り合った。凄腕の殺し屋で家事も堪能。職業柄、冷静な性格であるが、夫との関係が深まるにつれ、打ち解けていく。
音成さん
声 - 渕上舞（ボイスコミック）
せつなと旦那の隣の住人。

## 書誌情報
- 高坂曇天『拝啓…殺し屋さんと結婚しました』KADOKAWA〈MFCキューンシリーズ〉、既刊7巻（2024年9月27日現在）
  1. 2020年5月27日発売[3]、ISBN 978-4-04-064617-6
  2. 2021年1月27日発売[4]、ISBN 978-4-04-680101-2
  3. 2021年9月27日発売[5]、ISBN 978-4-04-680746-5
  4. 2022年6月27日発売[6]、ISBN 978-4-04-681440-1
  5. 2023年2月27日発売[7]、ISBN 978-4-04-682145-4
  6. 2023年11月27日発売[8]、ISBN 978-4-04-683030-2
  7. 2024年9月27日発売[9]、ISBN 978-4-04-683958-9